# Гофр
Гофр (фр. gaufre, дос. «вафля») — ребра жорсткості листів (металевих, азбоцементних, фанерних та інші) зі хвилеподібною поверхнею, що поліпшують характеристики міцності матеріалу та здатності матеріалу чинити опір утворенню деформації. Гофр може мати різну форму та висоту.
Гофром називають один з шарів гофрокартону, котрий сформований у вигляді хвилі та приклеєний до картонного листа.
Також гофром називають тонкі листи з складчастою, хвилеподібною поверхнею, що застосовують у будівництві, машинобудуванні.

## Галерея

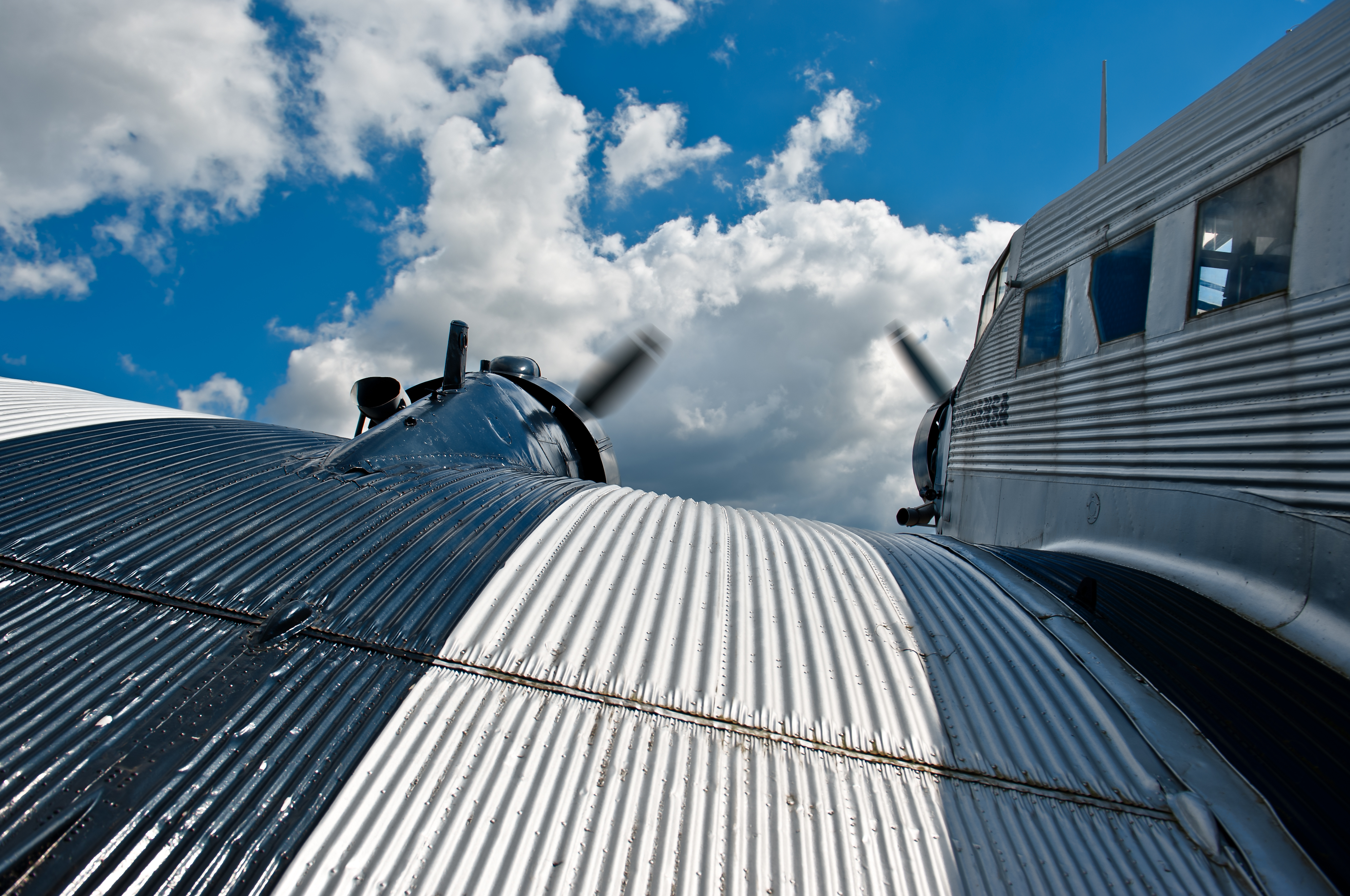
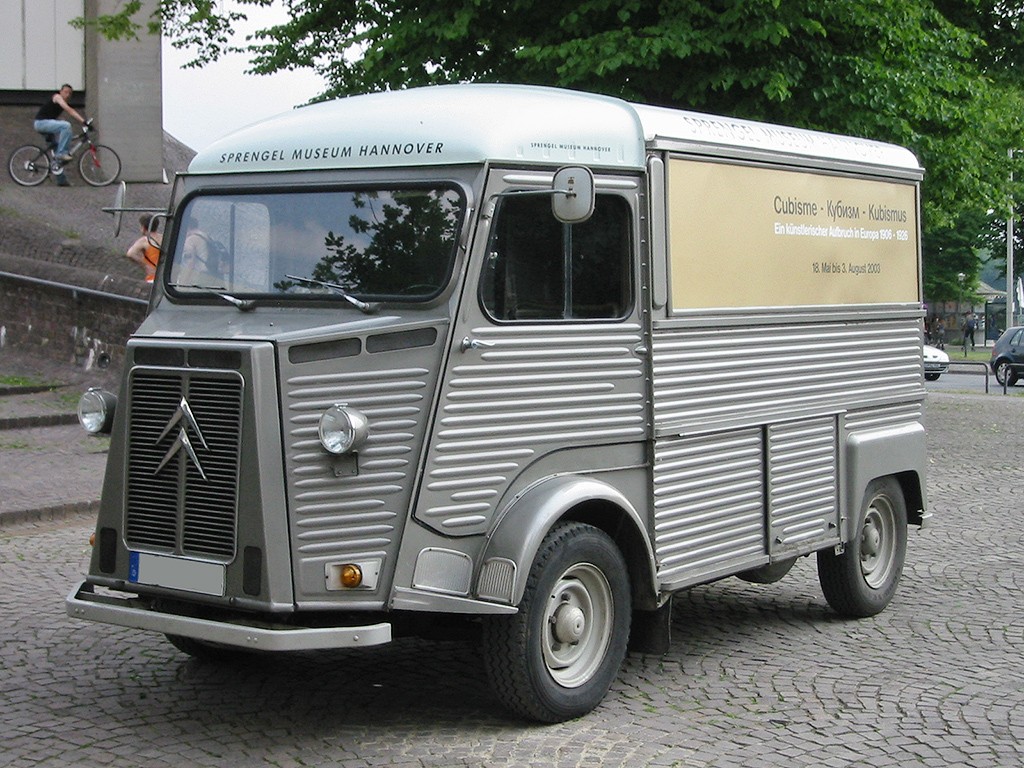
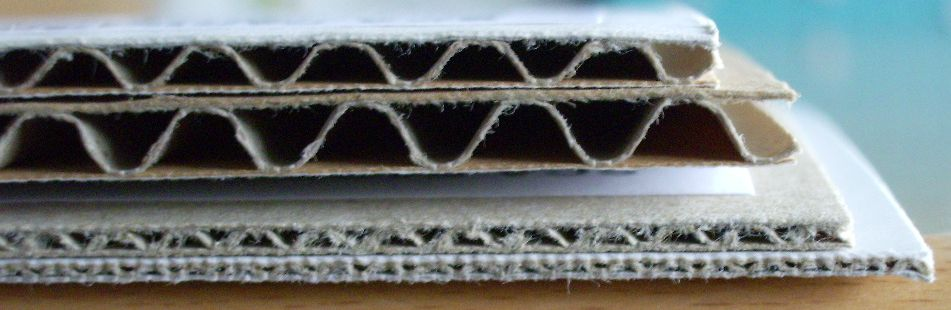
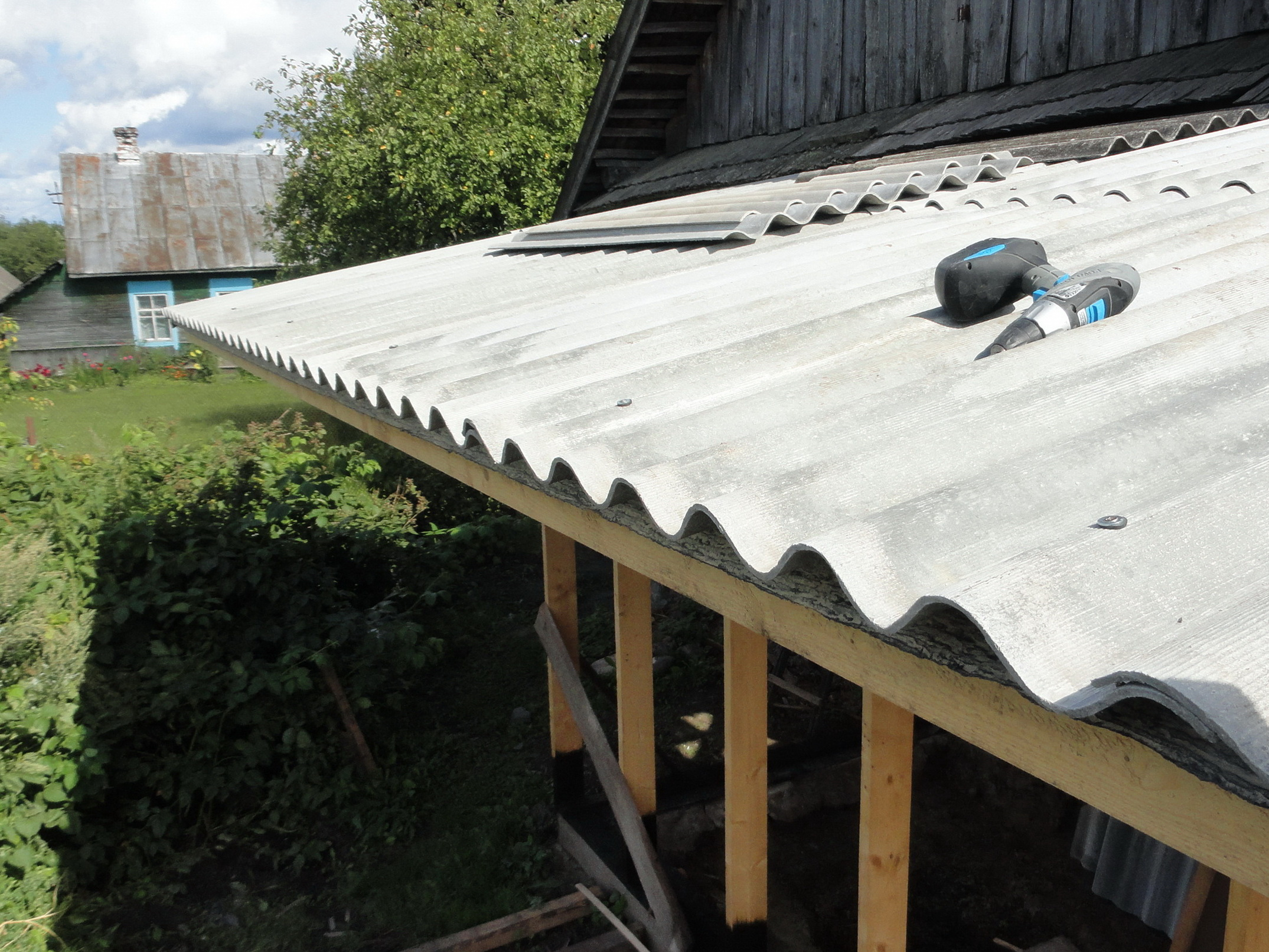